# Peter Carroll
Peter James Carroll ( n. 8 de enero de 1953 (72 años), Patching, Inglaterra) es un ocultista moderno, autor, cofundador de los Iluminados de Thanateros, y practicante de la magia del caos.

## Biografía
Peter J. Carroll es una figura destacada dentro del movimiento de Magia del caos.  Junto con "The New Equinox" publicado y escrito por Ray Sherwin, Carrol es ampliamente considerado creador de la Magia del caos como un campo independiente de exploración oculta. Carroll y Sherwin crearon un grupo organizado sin excesivo rigor llamado los Iluminados de Thanateros.
En 1995, Carrol anunció su deseo de renunciar a sus "roles de magus y pontífice caos". Esta declaración fue originalmente pronunciada en el mismo encuentro internacional de la IOT que Carroll discute en un artículo titulado "The Ice War" en Chaos International.
En 2005, apareció como instructor de Magia del caos de la Maybe Logic Academy por solicitud de Robert Anton Wilson, y posteriormente fundó el Arcanorium Occult College con otros conocidos magos del caos en el personal incluyendo a Lionel Snell, Ian Read y Jaq D. Hawkins. Esta experiencia revivió su interés en el tema mágico y desde entonces anunció otro libro sobre el tema.
Carroll escribió columnas para la revista Chaos International actualmente editada por Ian Read, bajo los nombres Peter Carroll y Stokastikos, su nombre mágico dentro del Pacto.

## Citas
- "Todo funciona por magia; la ciencia representa un pequeño dominio de la magia, donde las coincidencias tienen una relativamente alta probabilidad de ocurrencia." - Peter Carroll, PsyberMagick

### Entrevistas
- Peter J. Carroll Interview from Abrasax Magazine, Vol.5, N.º 2.

### Artículos
- The Magic of Chaos, por Peter J. Carroll
- Liber KKK - An introduction to Chaos magick technique, por Peter J. Carroll
- The magician as Rebel Physicist, por Pete Carroll

- Datos: Q972754